# Túlélő (Leander Kills-album)
A Túlélő a Leander Kills első nagylemeze, amely 2016. március 18-án jelent meg és a Mahasz lemezeladási lista élére került. Az album Köteles Leander énekes, gitáros, billentyűs első szóló anyagának készült, de időközben egy teljes zenekar lett a projektből.

## Az album dalai
| 1.    | Túlélő                                       | Köteles Leander                              | 3:52 |
| 2.    | Szerelmetlen dal                             | Köteles Leander                              | 3:43 |
| 3.    | Te leszel a párom                            | Köteles Leander                              | 3:38 |
| 4.    | Madár                                        | Köteles Leander, Czifra Miklós, Fábri András | 3:34 |
| 5.    | Ketten egyedül                               | Köteles Leander                              | 3:34 |
| 6.    | Szeresd bennem                               | Köteles Leander                              | 3:56 |
| 7.    | Híd                                          | Köteles Leander, Czifra Miklós, Bodor Máté   | 4:38 |
| 8.    | Este van                                     | Köteles Leander, Czifra Miklós, Fábri András | 3:25 |
| 9.    | Valami folyjon (feat. Icarus)                | Köteles Leander                              | 3:31 |
| 10.   | Fényév távolság (A padlás c. mesemusicalből) | Presser Gábor, Sztevanovity Dusán            | 3:50 |
| 37:01 |                                              |                                              |      |

## Közreműködők
Leander Kills
- Köteles Leander – ének, gitár, basszusgitár, zongora, valamint elektronika (a Ketten egyedül c. dalban)
- Czifra Miklós – gitár
- Bodor Máté – gitár
- Jankai Valentin – dobok

További közreműködők
- Somogyvári Dániel – elektronika (a Szerelmetlen dal és a Te leszel a párom c. dalokban)
- Drótos Gábor – elektronika (a Fényév távolság c. dalban)
- Hámori Dávid – dobok (a Szerelmetlen dal c. dalban)
- Maczák Márk – dobok (a Madár c. dalban)
- Kállai Ernő – hegedű (a Ketten egyedül c. dalban)